# Melisophista
Melisophista is een geslacht van vlinders uit de familie van de wespvlinders (Sesiidae), onderfamilie Sesiinae.
Melisophista is voor het eerst wetenschappelijk beschreven door Edward Meyrick in 1927. De typesoort is Melisophista geraropa.

## Soort
Melisophista omvat de volgende soort:
- Melisophista geraropa Meyrick, 1927